# Episodi di Nero Wolfe (serie televisiva 1981)
La prima e unica stagione della serie televisiva Nero Wolfe è stata trasmessa negli Stati Uniti dalla rete televisiva NBC tra il 16 gennaio e il 2 giugno 1981.
In Italia è stata trasmessa da Rai Due dal 24 dicembre 1981.
| nº | Titolo originale        | Titolo italiano                | Prima TV USA     | Prima TV Italia  |
| -- | ----------------------- | ------------------------------ | ---------------- | ---------------- |
| 1  | The Golden Spiders      | Nero Wolfe e i ragni d'oro     | 16 gennaio 1981  | 24 dicembre 1981 |
| 2  | Death on the Doorstep   | Appuntamento con la morte      | 23 gennaio 1981  |                  |
| 3  | Before I die            | Una figlia in prestito         | 30 gennaio 1981  |                  |
| 4  | Wolfe at the Door       | Wolfe dietro la porta          | 6 febbraio 1981  |                  |
| 5  | Might as Well Be Dead   | Peggio che morto               | 13 febbraio 1981 |                  |
| 6  | To Catch a Dead Man     | Trappola per farfalle          | 20 febbraio 1981 |                  |
| 7  | In the Best Families    | Nelle migliori famiglie        | 6 marzo 1981     |                  |
| 8  | Murder by the Book      | Non ti fidare                  | 13 marzo 1981    |                  |
| 9  | What Happened to April  | Invito ad un'indagine          | 20 marzo 1981    |                  |
| 10 | Gambit                  | Alle porte di casa             | 3 aprile 1981    |                  |
| 11 | Death and the Dolls     | Nero Wolfe e le bambole        | 10 aprile 1981   |                  |
| 12 | The Murder in Question  | Se dovesse succedermi qualcosa | 17 aprile 1981   |                  |
| 13 | The Blue Ribbon Hostage | Sequestro di orchidea          | 5 maggio 1981    |                  |
| 14 | Sweet Revenge           | Dolce vendetta                 | 2 giugno 1981    |                  |